# Castillo de Grodziec

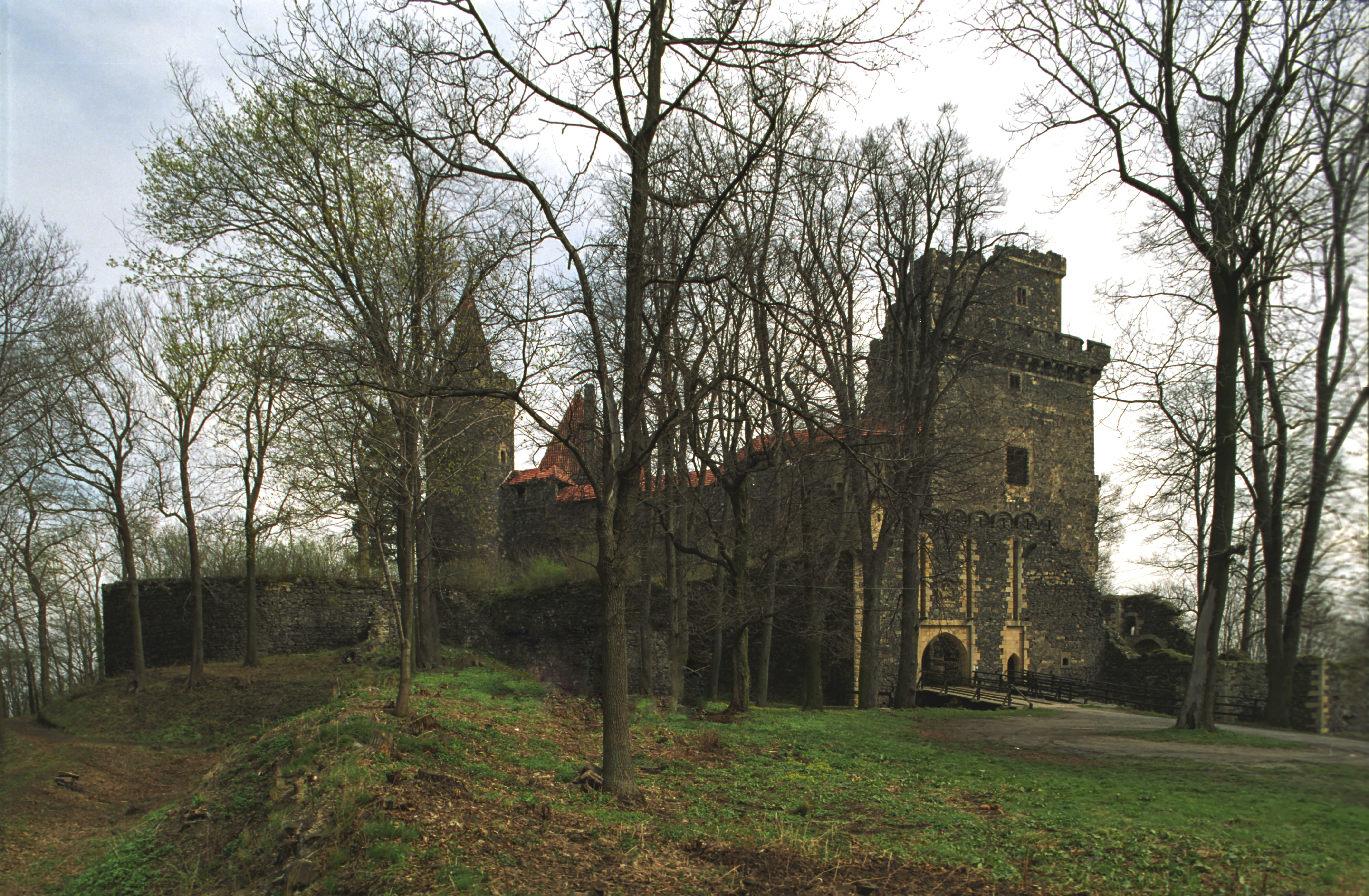
Vista del castillo

El Castillo de Grodziec (alemán: Gröditzburg): castillo de estilo gótico tardío situado cerca del pueblo de Grodziec, en el municipio de Zagrodno, distrito de Złotoryja, voivodato de Baja Silesia, en la cima de una colina del mismo nombre.
Fue construido en una colina basáltica, postvolcánica y escarpada, a una altitud de 389 m sobre el nivel del mar. El 11 de mayo de 1951, con el número A/3515/279, el castillo fue inscrito en el registro de monumentos del Instituto del Patrimonio Nacional. La ruta turística verde Szlak Zamków Piastowskich pasa cerca del castillo.

## Historia del castillo
El castillo medieval se menciona por primera vez en 1155 y 1175. Era una fortaleza defensiva de Bobrzany. En 1175 Grodziec con el castillo pertenecía al príncipe Boleslao I el Alto. El segundo propietario del castillo fue el duque de Świdnica y Jawor Bolko I, que desarrolló su residencia en los años 1296-1301. Los siguientes propietarios fueron: el príncipe Boleslao III el Generoso, el caballero Budziwój de Niedźwiedzice y Chojnów, el duque de Legnica Federico I y el duque de Legnica Federico II. En esa época el castillo se amplió de nuevo, y el principal material utilizado fue la piedra. El edificio se levantó entonces sobre una planta hexagonal con torres fortificadas en las esquinas y una torre cuadrangular. Durante las guerras husitas, el edificio fue capturado y saqueado por las tropas husitas. A principios del siglo XVI se construyó un nuevo edificio, el llamado palas, en el lado noroeste del castillo. En la época en que Federico I era el propietario, el castillo se convirtió en una fortaleza amurallada bastante poderosa, siguiendo el ejemplo del castillo de Legnica. Entre 1522 y 1524 tuvo lugar otra ampliación del castillo en estilo renacentista, donde se construyeron dos torres más en los lados norte y sur. Las obras fueron dirigidas en aquel tiempo por Wendelin Rosskopf de Zgorzelec. En la segunda mitad del siglo XVI el arrendatario de Grodziec era Leonard von Skopp, y más tarde Enrique XI tuvo aquí su sede.
Durante la Guerra de los Treinta Años, en septiembre de 1633, una gran parte del castillo fue destruida por el incendio, y en los años siguientes se convertía cada vez más en ruinas. Entre 1633 y 1672 se llevó a cabo una restauración parcial. En 1675 el castillo pasó a ser propiedad del emperador Leopoldo I de Habsburgo, quien lo empeñó en favor del conde Walter von Gallas 5 años después. En el año 1700 pasó a manos del barón Hans von Frankenberg y, en 1749, del mariscal de campo conde Friedrich Leopold von Gessler. Desde 1800 el propietario del castillo era el conde Hans Heinrich VI von Hochberg de Książ y Mieroszów. Durante su reinado, se realizaron obras de renovación en el castillo. Parte del palas fue reconstruido, algunas de las habitaciones fueron llenadas de recuerdos y se abrieron a los turistas. En aquella época, el castillo se consideraba el primer monumento de Europa especialmente adaptado al turismo. En 1823, el castillo pasó a manos de Wilhelm Chrystian Benecke de Berlín.
En 1899 Willibald von Dirksen compró el patrimonio. Tras su ennoblecimiento, el propietario decidió reconstruir el castillo, por lo que en 1906 encargó al famoso arquitecto Bodo Ebhardt la investigación y elaboración de un proyecto, lo que hizo durante los dos años siguientes. Tras la investigación, se decidió no reconstruir todo el edificio. El torreón, las murallas del sureste con los edificios adyacentes y los restos de los edificios situados en la parte baja del castillo se conservaron en forma de ruinas permanentes. Las primeras obras se llevaron a cabo en palas, que se aseguró con la construcción de un nuevo techo. Aunque el tejado era originalmente a dos aguas, Bodo Ebhardt decidió reconstruirlo como tejado a cuatro aguas. También se reconstruyeron por completo las puertas del castillo y las murallas periféricos con pórticos.
El último propietario del castillo fue Herbert von Dirksen, un político nazi y socio de confianza de Hitler. Entre 1939 y 1945 estuvo a menudo en Grodziec, también en los últimos meses de la guerra. Tras su captura, primero fue interrogado por los soviéticos y luego llevado por oficiales alemanes detrás de la línea del frente, desde donde llegó hasta el Reich. En 1945, el castillo albergaba exposiciones de los museos de Wrocław y de la Biblioteca Estatal de Berlín. En la década de 1960, el castillo era propiedad de las autoridades del distrito de Złotoryja. En 1978 pertenecía al municipio de Złotoryja, y actualmente el arrendatario del castillo es Zenon Bernacki. En los años 2004-2005 fue escenario de películas realizadas por las televisiones sueca, francesa, belga y rusa.
En el castillo se organiza también eventos regionales e internacionales:
- Torneo de Caballeros de Legnica-Brzeg por el Anillo de Plata del Castellano,
- Fiestas internacionales de las bandas de música de la frontera,
- Festival de la Canción de Silesia,
- Festival de Agroturismo del Vino y el hidromiel,
- The Witcher School, la edición polaca de un rol en vivo en el mundo de Gerald de Rivia.[5]

## Arquitectura del castillo
En la actualidad, el complejo está formado por el castillo superior y el precastillo, con unas dimensiones de 270x140 metros. Los edificios del castillo superior forman un hexágono irregular dominado por el palacio principal (el llamado palas), la torre norte y un enorme torreón en el lado sur. Palas está quebrado en un ángulo de 30 grados y es una de las pocas residencias principescas que se conservaron en Silesia. Se caracteriza por un grosor de pared variable: en la base mide 5 metros y en el primer piso 2 metros. El torreón se construyó sobre una planta cuadrada con una base de 16 metros, y su altura supera los 26 metros, constando de seis pisos. La segunda torre, más pequeña, se llama Torre Vieja. Está coronada por un tejado a cuatro aguas, en cuya base hay un pórtico defensivo con cresterías rectangulares y agujeros de tiro. La comunicación entre las torres y palas se realizaba a través de terrazas de madera y porches construidos en las murallas. La defensa del castillo se ve incrementada por los baluartes y caponeras que sobresalen. Además, el precastillo flanqueado por torretas proporciona seguridad al castillo.
El castillo principal consta de dos plantas. En la parte inferior hay un depósito de agua potable y bodegas, que solían ser una cervecería, una despensa y un comedor para los sirvientes. En la planta baja había habitaciones para huéspedes y, tras la reconstrucción, una posada para viajeros y una cocina. En esta planta también hay dos habitaciones:
- el más grande llamado Wielka Sala,
- la más pequeña con una chimenea gótica, decorada con criaturas parecidas a leones.

Las plantas primera y segunda tenían funciones residenciales, como demuestran los huecos de las ventanas, antiguamente decorados con vitrales. En la parte norte del segundo piso hay una capilla, adyacente a Sala Rycerska (la cámara más representativa del castillo). Los portales góticos conducen desde Sala Rycerska a las portadas vecinas. Estas cámaras eran antiguamente las habitaciones de la duquesa y su corte. El nivel más alto del castillo está ocupado por un porche fortificado.